# Marlon Wayans
Marlon L. Wayans (n. 23 iulie 1972) este un actor american, model, producător, comedian, scenarist și regizor de filme. A debutat în anul 1988 în parodia I'm Gonna Git You Sucka. Colaborează frecvent cu Shawn Wayans, apărând în sitcom-ul de pe WB, The Wayans Bros., și în filme de comedie precum Scary Movie, Scary Movie 2, White Chicks, Little Man sau Dance Flick. Cu toate acestea, Wayans a avut un rol dramatic în filmul lui Darren Aronofsky Requiem for a Dream. În 2009 a apărut în filmul SF G.I. Joe: The Rise of Cobra. În 2013 a jucat rolul principal în parodia A Haunted House.
1. ↑  CONOR.SI[*] Verificați valoarea |titlelink= (ajutor)